# Řepínec
Řepínec je vesnice zaniklá za husitských válek, která se nalézala v současném katastrálním území obce Nosálov v okrese Mělník.

## Historie
Roku 1324 ves příslušela k Lobči, roku 1388 tu sídlil Hrdoň z Nosálova jinak z Řepínce a roku 1411 Petr ze Mšena. Po husitských válkách není vesnice připomínaná. Vesnice byla zřejmě zničena husity v létě 1426.

## Lokalizace
Šimák uvádí, že se ves nacházela v lese Řepíně mezi Nosálovem a Bezdědicemi. Na název vesnice dodnes odkazuje místní název polí obklopených lesem Repín (Řepín) severovýchodně od Nosálova. Další možnou lokalitou je pole Na Majeře mezi Nosálovem a Bezdědicemi.